# Мінія (Кретинга, 2017)
Футбольний клуб «Мінія» Кретинга (лит. VŠĮ „Kretingos Minija“) — литовський футбольний клуб з Кретинги, заснований у 2017 році. Домашні матчі приймає на Міському стадіоні, місткістю 1 000 глядачів.

## Історія назв
- 2017 — Мінія (лит. F.K. „Minija“)
- 2018 — Мінія Кретинга (лит. VŠĮ „Kretingos Minija“)

## Сезони
| Сезон | Рівень | Ліга               | Місце | Примітки |
| ----- | ------ | ------------------ | ----- | -------- |
| 2017  | 3.     | Друга ліга (Захід) | 3.    | [ 1 ]    |
| 2018  | 3.     | Друга ліга (Захід) | 1.    | [ 2 ]    |
| 2019  | 2.     | Перша ліга         | 8.    | [ 3 ]    |
| 2020  | 2.     | Перша ліга         | 10.   |          |
| 2021  | 2.     | Перша ліга         | 11.   |          |
| 2022  | 2.     | Перша ліга         | 11.   |          |

## Кольори форми
| 2017 · Домашня | 2017 · Виїзна | 2018/19 · Домашня | 2018 · Виїзна | 2019 · Виїзна |